# خط پایان (ترانه یاسمین)
«خط پایان» تک‌آهنگی از یاسمین است که در سال ۲۰۱۱ میلادی منتشر شد. این تک‌آهنگ در آلبوم  Yasmin قرار داشت.
این تک‌آهنگ در چارت‌های  در رتبه اول قرار گرفت.